# France aux Jeux olympiques d'été de 1996
L'équipe de France olympique participe aux Jeux olympiques d'été de 1996 à Atlanta. Elle y remporte trente-sept médailles : quinze en or, sept en argent, et quinze en bronze, se situant à la cinquième place des nations au tableau des médailles. L'athlète Marie-José Pérec est le porte-drapeau d'une délégation française comptant 309 sportifs (203 hommes et 106 femmes).

## Bilan général
| Place | Sport       | Médaille d'or, Jeux olympiques | Médaille d'argent, Jeux olympiques | Médaille de bronze, Jeux olympiques | Total |
| 1     | Cyclisme    | 5                              | 3                                  | 1                                   | 9     |
| 2     | Judo        | 3                              | 0                                  | 3                                   | 6     |
| 3     | Athlétisme  | 3                              | 0                                  | 1                                   | 4     |
| 4     | Escrime     | 2                              | 2                                  | 3                                   | 7     |
| 5     | Canoë-Kayak | 1                              | 0                                  | 2                                   | 3     |
| 6     | Tir         | 1                              | 0                                  | 1                                   | 2     |
| 7     | Aviron      | 0                              | 1                                  | 3                                   | 4     |
| 8     | Lutte       | 0                              | 1                                  | 0                                   | 1     |
| 9     | Equitation  | 0                              | 0                                  | 1                                   | 1     |
| Total | Total       | 15                             | 7                                  | 15                                  | 37    |

## Liste des médaillés français
Les plus grandes performances françaises de ces Jeux olympiques d'été de 1996 sont à mettre à l'actif du cyclisme avec 9 médailles dont 5 d'or, de l'escrime avec 7 médailles dont 2 d'or (Laura Flessel), du judo avec 6 médailles dont 3 d'or (performances notables de Djamel Bouras et de David Douillet). À noter enfin, l'athlétisme qui remporte 4 médailles dont 3 d'or (deux de Marie-José Pérec).

### Médailles d'or
| Sport               | Discipline                       | Athlète(s)                                                             | Performance                                  | Date       |
| Médailles d'or : 15 |                                  |                                                                        |                                              |            |
| Athlétisme          | 400 m féminin                    | Marie-José Pérec                                                       | 48 s 26 (RO)                                 | 29 juillet |
| Athlétisme          | 200 m féminin                    | Marie-José Pérec                                                       | 22 s 12                                      | 1er        |
| Athlétisme          | Saut à la perche masculin        | Jean Galfione                                                          | 5,92 m (RO)                                  | 2 août     |
| Canoë-kayak         | C2 slalom masculin               | Franck Adisson Wilfrid Forgues                                         | 158,82 s                                     | 28 juillet |
| Cyclisme sur piste  | Épreuve du kilomètre             | Florian Rousseau                                                       | 1 min 2 s 712 (RO)                           | 24 juillet |
| Cyclisme sur piste  | Poursuite par équipes masculine  | Christophe Capelle Philippe Ermenault Jean-Michel Monin Francis Moreau | Victoire contre la Russie 4 min 5 s 930 (RO) | 27 juillet |
| Cyclisme sur piste  | Vitesse individuelle féminine    | Félicia Ballanger                                                      | Victoire 2 - 0 contre Ferris                 | 27 juillet |
| Cyclisme sur piste  | Course aux points féminine       | Nathalie Even-Lancien                                                  | 24 pts                                       | 28 juillet |
| Cyclisme sur route  | Course en ligne féminine         | Jeannie Longo-Ciprelli                                                 | 2 h 36 min 13 s                              | 21 juillet |
| Escrime             | Épée individuelle féminine       | Laura Flessel                                                          | Victoire 15 - 12 contre Barlois              | 21 juillet |
| Escrime             | Épée féminine par équipes        | Laura Flessel Sophie Moresse-Pichot Valérie Barlois                    | Victoire 45 - 33 contre l'Italie             | 24 juillet |
| Judo                | Plus de 100 kg hommes            | David Douillet                                                         | Victoire par Ippon contre Perez Lobo         | 20 juillet |
| Judo                | Moins de 81 kg hommes            | Djamel Bouras                                                          | Victoire par Yuko contre Koga                | 23 juillet |
| Judo                | Moins de 52 kg femmes            | Marie-Claire Restoux                                                   | Victoire par Yuko contre Hyun                | 25 juillet |
| Tir                 | Carabine 50 m 3 positions hommes | Jean-Pierre Amat                                                       | 1 273,9 pts                                  | 27 juillet |

| Sport                  | Discipline                       | Athlète(s)                                                    | Performance                              | Date       |
| Médailles d'argent : 7 |                                  |                                                               |                                          |            |
| Aviron                 | Quatre sans barreur hommes       | Bertrand Vecten Olivier Moncelet Daniel Fauche Gilles Bosquet | 6 min 7 s 03                             | 27 juillet |
| Cyclisme sur piste     | Poursuite individuelle masculine | Philippe Ermenault                                            | Défaite contre Collinelli 4 min 22 s 794 | 25 juillet |
| Cyclisme sur piste     | Poursuite individuelle féminine  | Marion Clignet                                                | Défaite contre Bellutti 3 min 38 s 571   | 26 juillet |
| Cyclisme sur route     | Contre la montre féminin         | Jeannie Longo-Ciprelli                                        | 37 min 0 s                               | 3 août     |
| Escrime                | Épée féminine individuelle       | Valérie Barlois                                               | Défaite 12 - 15 contre Flessel           | 21 juillet |
| Escrime                | Fleuret individuel masculin      | Lionel Plumenail                                              | Défaite 12 - 15 contre Puccini           | 22 juillet |
| Lutte                  | Moins de 68 kg hommes            | Ghani Yalouz                                                  | défaite 0-7 contre Wolny                 | 20 juillet |

| Sport                    | Discipline                            | Athlète(s)                                  | Performance                          | Date       |
| Médailles de bronze : 15 |                                       |                                             |                                      |            |
| Athlétisme               | 100 m haies féminin                   | Patricia Girard                             | 12 s 65                              | 31 juillet |
| Aviron                   | Deux de couple hommes                 | Frédéric Kowal Samuel Barathay              | 6 min 19 s 85                        | 27 juillet |
| Aviron                   | Deux sans barreur hommes              | Michel Andrieux Jean-Christophe Rolland     | 6 min 22 s 15                        | 27 juillet |
| Aviron                   | Deux sans barreuse femmes             | Christine Gossé Helene Cortin               | 7 min 3 s 82                         | 27 juillet |
| Canoë-kayak              | C1 slalom masculin                    | Patrice Estanguet                           | 152,84 s                             | 27 juillet |
| Canoë-kayak              | C1 kayak féminin                      | Myriam Fox-Jérusalmi                        | 171,00 s                             | 27 juillet |
| VTT                      | VTT cross-country hommes              | Miguel Martinez                             | 2 h 20 min 36 s                      | 30 juillet |
| Équitation               | Saut d'obstacles individuel           | Alexandra Ledermann                         | 4,00 pts                             | 4 août     |
| Escrime                  | Sabre individuel masculin             | Damien Touya                                | Victoire 15 - 7 contre Navarrete     | 21 juillet |
| Escrime                  | Fleuret individuel masculin           | Franck Boidin                               | Victoire 15 - 11 contre Wienand      | 22 juillet |
| Escrime                  | Épée par équipes masculine            | Jean-Michel Henry Robert Leroux Éric Srecki | Victoire 45 - 42 contre l'Allemagne  | 23 juillet |
| Judo                     | Plus de 72 kg femmes                  | Christine Cicot                             | Victoire par Ippon contre Gundarenko | 20 juillet |
| Judo                     | Moins de 100 kg hommes                | Stéphane Traineau                           | Victoire par Waza ari contre Kovács  | 21 juillet |
| Judo                     | Moins de 73 kg hommes                 | Christophe Gagliano                         | Victoire par Yuko contre Boldbaatar  | 24 juillet |
| Tir                      | Carabine à 10 m air comprimé masculin | Jean-Pierre Amat                            | 693,1 pts                            | 22 juillet |

| Jour       |   |   |   | Total |
| 20 juillet | 1 | 1 | 1 | 3     |
| 21 juillet | 2 | 1 | 2 | 5     |
| 22 juillet | 0 | 1 | 2 | 3     |
| 23 juillet | 1 | 0 | 1 | 2     |
| 24 juillet | 2 | 0 | 1 | 3     |
| 25 juillet | 1 | 1 | 0 | 2     |
| 26 juillet | 0 | 1 | 0 | 1     |
| 27 juillet | 3 | 1 | 5 | 9     |
| 28 juillet | 2 | 0 | 0 | 2     |
| 29 juillet | 1 | 0 | 0 | 1     |
| 30 juillet | 0 | 0 | 1 | 1     |
| 31 juillet | 0 | 0 | 1 | 1     |
| 1er août   | 1 | 0 | 0 | 1     |
| 2 août     | 1 | 0 | 0 | 1     |
| 3 août     | 0 | 1 | 0 | 1     |
| 4 août     | 0 | 0 | 1 | 1     |

## Engagés français par sport

### Athlétisme
| Épreuve           | Hommes | Femmes |
| ----------------- | --- | --- |
| 100 m             | Pascal Théophile : 2e tour (éliminé) Needy Guims : 2e tour (éliminé)                                                        | Odiah Sidibé : 1/2 finale (éliminée)                                                                                           |
| 200 m             | | Marie-José Pérec : finale, 22 s 12 médaille d’or                                                                               |
| 400 m             | Jean-Louis Rapnouil : 2e tour (éliminé)                                                                                     | Marie-José Pérec : finale, 48 s 25 médaille d’or                                                                               |
| 800 m             | Bruno Konczylo : 1/2 finale (éliminé) Jimmy Jean-Joseph : 1/2 finale (éliminé)                                              | Viviane Dorsile : 1/2 finale (éliminée) Patricia Djate-Taillard : finale, 1 min 59 s 61 (6e place)                             |
| 1 500 m           | Mickael Damian : 1er tour (éliminé) Abdel-Kader Chékhémani : 1/2 finale (éliminé) Éric Dubus : 1er tour (éliminé)           | Frédérique Quentin : 1er tour (éliminée) Blandine Bitzner : 1/2 finale, (éliminée)                                             |
| 10 000 m          | Mohamed Ezzher : 1er tour (éliminé) Abdellah Behar : 1er tour – abandon (éliminé)                                           | Farida Fates : 1er tour (éliminée) Chantal Dallenbach : 1er tour (éliminée)                                                    |
| Marathon          | | Nadia Prasad : finale (56e place)                                                                                              |
| 100 m haies       | | Patricia Girard : finale, 12 s 65 médaille de bronze · Monique Tourret 2e tour (éliminée) · Cécile Cinelu : 2e tour (éliminée) |
| 110 m haies       | Vincent Clarico : 1/2 finale (éliminé) Emmanuel Romary : 2e tour (éliminé)                                                  | |
| 3 000 m steeple   | Nadir Bosch : 1/2 finale (éliminé)                                                                                          | |
| 4 × 100 m         | Hermann Lomba, Régis Groisard, Pascal Théophile, Needy Guims : finale, relais non arrivé.                                   | Sandra Citté, Odiah Sidibé, Delphine Combe, Patricia Girard : finale, 42 s 76 (6e place)                                       |
| 4 × 400 m         | | Francine Landre, Viviane Dorsile, Évelyne Elien, Elsa Devassoigne : finale, 3 min 28 s 46 (8e place)                           |
| Lancer du marteau | Gilles Dupray : qualifications (éliminé) Raphaël Piolanti : finale (11e place) Christophe Épalle : qualifications (éliminé) | |
| Lancer du disque  | | Isabelle Devaluez : qualifications (éliminée)                                                                                  |
| Lancer du javelot | | Nadine Auzeil : qualifications (éliminée)                                                                                      |
| Saut en longueur  | Emmanuel Bangué : finale, 8,19 m (4e place)                                                                                 | |
| Saut à la perche  | Jean Galfione : finale, 5,92 m médaille d’or · Alain Andji : finale (9e place)                                              | |
| 10 km marche      | | Nathalie Fortain : finale (31e place) Valérie Nadaud-Levèque : finale (36e place)                                              |
| 20 km marche      | Thierry Toutain : finale (10e place) Denis Langlois : finale (14e place) Jean-Olivier Brosseau : finale (35e place)         | |
| 50 km marche      | René Piller : finale (19e place) Martial Fesselier : finale (28e place) Thierry Toutain : finale, disqualifié               | |
| Décathlon         | Sébastien Levicq : finale, 8 192 pts (17e place) Christian Plaziat : finale, 8 282 pts (11e place)                          | |

### Aviron
| Hommes | Femmes |
| --- | --- |
| Deux de couple - Frédéric Kowal - Samuel Barathay : finale, 6 min 19 s 85 médaille de bronze Quatre de couple - Yves Lamarque - Vincent Lepvraud · Sébastien Vieilledent - Fabrice Leclerc : finale B Deux sans barreur - Michel Andrieux - Jean-Christophe Rolland : finale, 6 min 22 s 15 médaille de bronze Quatre sans barreur - Gilles Bosquet - Daniel Fauché · Bertrand Vecten - Olivier Moncelet : finale, 6 min 07 s 03 médaille d'argent Quatre sans barreur poids légers - Stéphane Barré - Xavier Dorfman · Stéphane Guérinot - Henri-Pierre Dall’Aqua : finale B | Skiff 1 place - Céline Garcia : finale B Deux de couple poids légers - Myriam Lamolle - Catherine Muller : finale B Deux sans barreur - Christine Gossé - Hélène Cortin : finale, 7 min 03 s 82 médaille de bronze |

### Badminton
| Hommes                                                  | Femmes                                             |
| ------------------------------------------------------- | -------------------------------------------------- |
| Simple messieurs - Étienne Thobois : 1er tour (éliminé) | Simple dames - Sandra Dimbour : 2e tour (éliminée) |

### Beach-volley
| Hommes                                                             | Femmes                                             |
| ------------------------------------------------------------------ | -------------------------------------------------- |
| - Jean-Philippe Jodard et Christian Penigaud : 1er tour, 13e place | - Brigitte Lesage et Anabelle Prawerman : 1er tour |

### Boxe
| Hommes |
| --- |
| 54 kg - Rachid Bouaita : quart de finale (éliminé) 63,5 kg - Nordine Mouchi : quart de finale (éliminé) 67 kg - Hussein Bayram : 1er tour (éliminé) 75 kg - Jean-Paul Mendy : 1er tour (éliminé) 81 kg - Jean-Louis Mandengué : deuxième tour (éliminé) 91 kg - Christophe Mendy : quart de finale (éliminé - disqualification) + de 91 kg - Josué Blocus : deuxième tour (éliminé) |

### Canoë-Kayak
| Hommes | Femmes |
| --- | --- |
| K1 1 000 m - Vincent Olla : 1/2 finale K2 1 000 m - Pierre Lubac et Patrick Lancereau : finale, 3 min 11 s 402 (5e place) C1 500 m - Éric Le Leuch : demi-finale (éliminé) C1 1 000 m - Pascal Sylvoz : finale, 3 min 59 s 014 (5e place) Slalom Kayak monoplace - Laurent Burtz : finale, 144,33 (4e place) - Jean-Yves Cheutin : 23e place Canoë monoplace - Patrice Estanguet : finale, 160,89 médaille de bronze - Hervé Delamarre : finale, 178,77 (5e place) - Emmanuel Brugvin : finale, 156,71 (6e place) Canoë biplace - Wilfrid Forgues et Franck Adisson : finale, 158,82 médaille d’or - Emmanuel del Rey et Thierry Saidi : finale, 165,47 (5e place) | K1 500 m - Anne Michaud : 1/2 finale K2 500 m - Sabine Kleinhenz, Séverine Loyau: finale, 1 min 43 s 449 (8e place) Kayak monoplace - Myriam Fox-Jérusalmi : : finale, 171,00 médaille de bronze - Anne Boixel : finale (6e place) |

### Cyclisme
| Hommes | Femmes |
| --- | --- |
| Route Contre la montre - Laurent Jalabert : finale (13e place) - Laurent Brochard : finale (20e place) Course en ligne - Richard Virenque : finale (5e place) - Laurent Brochard : finale (17e place) - Laurent Jalabert : finale (21e place) - Didier Rous : finale (83e place) - Frédéric Moncassin : finale, (107e place) Piste Kilomètre - Florian Rousseau : finale, 1 min 02 s 712 médaille d’or Sprint - Florian Rousseau : finale (8e place) - Frédéric Magné : finale (6e place) Poursuite individuelle - Philippe Ermenault : finale, 4 min 21 s 295 médaille d’argent Poursuite par équipes - Christophe Capelle, Philippe Ermenault, · Francis Moreau, Jean-Michel Monin : finale, 4 min 05 s 930 médaille d’or Course aux points - Francis Moreau : finale, 21 pts (5e place) VTT - Miguel Martinez : finale, 2 h 20 min 36 s médaille de bronze - Christophe Dupouey : finale, 2 h 25 min 03 s " (4e place) | Route Contre la montre - Jeannie Longo : finale, 37 min 00 s médaille d’argent - Marion Clignet : finale, 38 min 14 s (5e place) Course en ligne - Jeannie Longo : 2 h 36 min 13 s médaille d’or - Catherine Marsal : finale (16e place) - Marion Clignet : finale (38e place) Piste Sprint - Félicia Ballanger : finale, 11,903 12,096 médaille d’or Poursuite individuelle - Marion Clignet : finale, 3 min 35 s 412 médaille d’argent Course aux points - Nathalie Even-Lancien : finale, 24 pts médaille d’or VTT - Laurence Leboucher : finale 1 h 59 min 00 s (11e place) - Sandra Temporelli: finale, 2 h 06 min 57 s (24e place) |

### Équitation
| Mixte |
| --- |
| Saut d’obstacles individuel - Alexandra Lederman : finale, 4,00 pts médaille de bronze - Hervé Godignon: 17e Saut d’obstacles par équipes - Alexandra Ledermann, Patrice Delaveau, · Roger-Yves Bost, Hervé Godignon : finale, 20,25 pts (4e place) Concours complet individuel - Jean Teulère : 4e place - Didier Willefert : 9e place - Marie-Christine Duroy : nc Concours complet par équipes - Rodolphe Scherer, Koris Vieules, · Marie-Christine Duroy, Jacques Dulcy : finale, 307,65 (4e place) Dressage individuel - Margit Otto Crepin : 7e place Dressage par équipes - Dominique d'Esmé, Margit Otto Crepin, · Dominique Brieussel, Marie-Hélène Syre : finale, 5 045 pts (4e place) |

### Escrime
| Hommes | Femmes |
| --- | --- |
| Épée individuel - Robert Leroux : 2e tour - Éric Srecki : 2e tour - Jean-Michel Henry : 3e tour Sabre individuel - Damien Touya : médaille de bronze - Jean-Philippe Daurelle : 2e tour - Franck Ducheix : 2e tour Fleuret individuel - Philippe Omnès : 3e tour - Franck Boidin : médaille de bronze - Lionel Plumenail : médaille d’argent Épée par équipes - Robert Leroux, Éric Srecki, Jean-Michel Henry : médaille de bronze Sabre par équipes - Damien Touya, Jean-Philippe Daurelle, Franck Ducheix : 5e place | Épée individuel - Laura Flessel-Colovic : médaille d’or - Valérie Barlois : médaille d’argent - Sophie Moresse-Pichot : 2e tour Fleuret individuel - Adeline Wuillème : 2e tour - Clothilde Magnan : 1er tour - Laurence Modaine : 1/2 finale Épée par équipes - Laura Flessel-Colovic, Valérie Barlois, Sophie Moresse-Pichot : médaille d’or Fleuret par équipes - Adeline Wuillème, Clothilde Magnan, Laurence Modaine : 5e place |

### Football
| Hommes |
| --- |
| Premier tour - France bat Australie (2-0) - France et Espagne (1-1) - France bat Arabie saoudite (2-1) Quarts de finale - France perd contre Portugal (1-2) |
| L'équipe - Lionel Letizi - Martin Djetou - Jérôme Bonnissel - Florent Laville - Patrick Moreau - Claude Makelele - Vikash Dhorasoo - Florian Maurice - Antoine Sibierski - Robert Pirès - Geoffray Toyes - Vincent Candela - Olivier Dacourt - Tony Vairelles - Vincent Fernandez - Sylvain Wiltord - Sylvain Legwinski - Oumar Dieng |

### Gymnastique
| Hommes | Femmes |
| --- | --- |
| Concours général individuel - Sébastien Tayac: 26e place - Frédérick Nicolas: 33e place Concours général par équipes - Thierry Aymes, Sébastien Tayac, Frédéric Lemoine, Patrice Casimir, Éric Poujade, Sébastien Darrigade : 11e place Sol - Thierry Aymes : finale, 9,750 pts (4e place) Cheval d’arçons - Patrice Casimir : finale, 9,762 pts (4e place) - Éric Poujade : finale, 9,350 (7e place) | Concours général individuel - Isabelle Severino : 13e place - Elvire Teza : 16e place - Ludivine Furnon : 19e place Concours général par équipes - Émilie Volle, Isabelle Severino, Elvire Teza, Cécile Canqueteau, Ludivine Furnon, Laure Gely, Aurélie Troscompt : finale, 8e place Gymnastique rythmique et sportive Individuel - Eva Serrano : finale, 38,816 pts (6e place) Par équipes - Charlotte Camboulives, Sylvie Didone, Caroline Chimot, Frédérique Lehon, Audrey Grosclaude, Nadia Mimoun : finale, 38,199 (4e place) |

### Haltérophilie
| Hommes                                                 |
| ------------------------------------------------------ |
| - Éric Bonnel : 11e place - Cédric Plançon : 19e place |

### Handball
Après la médaille de bronze brillamment remportée aux JO de 1992, « les Barjots » ont confirmé leur entrée dans le gotha du handball mondial en disputant une première finale mondiale en 1993 (perdue face à la Russie 19-28 en Suède) puis en remportant le Champions du monde 1995 en Islande en battant la Croatie 23-19 en finale. Ce trophée est le premier titre mondial remporté par la France tous sports collectifs confondus.
Ces Jeux olympiques ont vocation à être l'apothéose de cette génération. Mais après une phase de poule quasi parfaite, les dissensions internes prennent le dessus et les Barjots terminent au pied du podium après deux défaites face à la Croatie en demi-finale puis face à l'Espagne dans le match pour la 3e place. Cette défaite amère marque la fin des « Barjots ».
| Hommes |
| --- |
| Premier tour - France bat Espagne (27-25) - France bat Algérie (33-22) - France bat Brésil (37-23) - France bat Égypte (25-20) - France bat Allemagne (24-23) Demi-finale - Croatie bat France (24-20) Match pour la 3e place - Espagne bat France (27-25)                                         |
| L'équipe - Christian Gaudin - Pascal Mahé - Philippe Schaaf - Frédéric Volle - Denis Lathoud - Guéric Kervadec - Stéphane Cordinier - Gaël Monthurel - Grégory Anquetil - Éric Amalou - Bruno Martini - Stéphane Joulin - Raoul Prandi - Yohann Delattre - Jackson Richardson - Stéphane Stoecklin |

### Judo
| Hommes | Femmes |
| --- | --- |
| - Franck Chambily (60 kg) : 3e tour - Larbi Benboudaoud (65 kg) : 2e tour - Christophe Gagliano (71 kg) : médaille de bronze - Djamel Bouras (78 kg) : médaille d’or - Darcel Yandzi (86 kg) : 1/4 de finale - Stéphane Traineau (95 kg) : médaille de bronze - David Douillet (+95 kg) : médaille d’or | - Sarah Nichilo-Rosso (48 kg) : 1/4 de finale - Marie-Claire Restoux (52 kg) : médaille d’or - Magali Baton (56 kg) : 2e tour - Catherine Fleury (61 kg) : 2e tour - Alice Dubois (66 kg) : 1/2 finale - Estha Essombe (72 kg) : 1/2 finale - Christine Cicot (+78 kg) : médaille de bronze |

### Lutte
| Hommes                                                                                                 |
| --- |
| - David Legrand libre (52 kg) : 1/8 de finale - Ghani Yalouz gréco-romaine (68 kg) : médaille d’argent |

### Natation
| Hommes | Femmes |
| --- | --- |
| Natation 50 m nage libre H - Christophe Kalfayan: 1/2 finale (éliminé) 100 m nage libre H - Nicolas Gruson : séries (éliminé) 200 m nage libre H - Christophe Bordeau : séries (éliminé) 400 m nage libre H - Yann de Fabrique : 1/2 finale (éliminé) 1500 m nage libre H - Yann de Fabrique : séries (éliminé) 100 m dos H - Franck Schott : finale, 55 s 76 (8e place) 200 m brasse H - Jean-Christophe Sarnin : 1/2 finale (éliminé) - Stéphan Perrot : séries (éliminé) 100 m papillon H - Franck Esposito : 1/2 finale (éliminé) 200 m papillon H - Franck Esposito : finale, 1 min 58 s 10 (4e place) - David Abrard : 1/2 finale (éliminé) 200 m 4 nages H - Xavier Marchand : finale, 2 min 04 s 29 (8e place) 4 × 100 m nage libre H - Ludovic Depickère, Nicolas Gruson, Pierrick Chavatte, Frédéric Lefèvre : séries (éliminés) 4 × 200 m nage libre H - Yann de Fabrique, Lionel Poirot, Bruno Orsoni, Christophe Bordeau : finale, 7 min 24 s 85 (8e place) 4 × 100 m 4 nages H - Franck Schott, Vladimir Latocha, Franck Esposito, Nicolas Gruson : séries (éliminés) | Natation 50 m nage libre F - Casey Legler : séries (éliminée) 100 m nage libre F - Solenne Figuès : séries (éliminée) 200 m nage libre F - Solenne Figuès : 1/2 finale (éliminée) 400 m nage libre F - Laetitia Choux : séries (éliminée) 100 m dos F - Hélène Ricardo : séries (éliminée) 200 m dos F - Hélène Ricardo : 1/2 finale (éliminée) 100 m brasse F - Karine Brémond : séries (éliminée) 200 m brasse F - Karine Brémond : séries (éliminée) 100 m papillon F - Cécile Jeanson : 1/2 finale (éliminée) 200 m papillon F - Cécile Jeanson : 1/2 finale (éliminée) 4 × 100 m nage libre F - Solenne Figuès, Jacqueline Delord, Casey Legler, Marianne Le Verge : séries (éliminées) 4 × 200 m nage libre F - Marianne Le Verge, Hélène Ricardo, Laetitia Choux, Solenne Figuès : séries (éliminées) 4 × 100 m 4 nages F - Hélène Ricardo, Karine Brémond, Cécile Jeanson, Solenne Figuès : séries (éliminées) Natation synchronisée Ballet - Virginie Dedieu, Marianne Aeschbacher, Myriam Lignot, Céline Lévêque, Julie Fabre, Isabelle Manable, Magali Rathier, Charlotte Massardier, Delphine Maréchal, Eva Riffet : finale, 95,600 (6e place) |

### Pentathlon moderne
| Hommes                                                                                 |
| -------------------------------------------------------------------------------------- |
| - Christophe Ruer : 5 363 pts (12e place) - Sébastien Deleigne : 5 071 pts (26e place) |

### Tennis
| Hommes | Femmes |
| --- | --- |
| Simple messieurs - Guillaume Raoux : 1er tour - Arnaud Boetsch : 2e tour Double messieurs - Arnaud Boetsch et Guillaume Raoux : 1er tour | Simple dames - Nathalie Tauziat : 1er tour - Mary Pierce : 2e tour Double dames - Nathalie Tauziat et Mary Pierce : 2e tour |

### Tennis de table
| Hommes | Femmes                                                                                                |
| --- | --- |
| Simple messieurs - Patrick Chila : 1/8 de finale - Jean-Philippe Gatien : 1er tour Double messieurs - Patrick Chila - Christophe Legout : 1er tour - Damien Eloi - Jean-Philippe Gatien : 1/4 de finale | Simple dames - Xiao-Ming Wang : 1er tour Double dames - Xiao-Ming Wang - Emmanuelle Coubat : 1er tour |

### Tir
| Hommes | Femmes |
| --- | --- |
| Pistolet libre 50 m - Franck Dumoulin : 11e place - Gérard Fernandez : 28e place Pistolet tir rapide 25 m - Franck Dumoulin : 21e place Pistolet à air comprimé 10 m - Franck Dumoulin : 36e place - Gérard Fernandez : 12e place Carabine à air comprimé 10 m - Jean-Pierre Amat : finale, 693,13 médaille de bronze - Franck Badiou : 18e place Trap - Christophe Vicard : 37e place | Carabine à air comprimé 10 m - Valérie Bellenoue : finale (4e place) - Carole Couesnon : 41e place Double trap - Muriel Bernard : 14e place |

### Tir à l'arc
| Hommes | Femmes                                       |
| --- | -------------------------------------------- |
| - Lionel Torres : Quart de finale (8e place) - Sébastien Flute : 1er tour (39e place) - Damien Letulle : 1er tour (56e place) - Par équipes (Lionel Torres, Sébastien Flute, Damien Letulle) : huitièmes de finale (9e place) | - Séverine Bonal : 16e de finale (20e place) |

### Voile
| Hommes | Mixte | Femmes |
| --- | --- | --- |
| Mistral - Jean-Max de Chavigny : finale, 61,00 pts (5e place) Finn - Philippe Presti : (15e place) 470 - Jean-François Berthet et Gwenaël Berthet : finale (6e place) | Laser - Guillaume Florent : finale (15e place) Tornado - Frédéric Le Peutrec et Franck Citeau : finale (6e place) Soling - Marc Bouët, Sylvain Chtounder et Gildas Morvan : 11e place | Mistral - Maud Herbert : finale, 74,00 (8e place) 470 - Florence Le Brun et Annabel Chaulvin : finale (15e place) |